# Marcellus (village, New York)
Pour les articles homonymes, voir Marcellus.
Ne doit pas être confondu avec Marcellus (ville, New York).
Marcellus est un village du comté d'Onondaga, dans l'État de New York, aux États-Unis,. En 2010, il comptait une population de 1 813 habitants.

## Démographie
Lors du recensement de 2010, le village comptait une population de 1 813 habitants. Elle est estimée, en 2019, à 1 717 habitants.